# Догановци
Догановци су насељено место у Босни и Херцеговини у општини Доњи Вакуф које административно припада Федерацији Босне и Херцеговине. Према попису становништва из 1991. у насељу је живјело 269 становника.

## Становништво
По последњем службеном попису становништва из 1991. године, у насељу Догановци живело је 284 становника. Становници су претежно били Муслимани.
| Националност       | 1991.        | 1981. | 1971. |
| Муслимани          | 282 (99,30%) |       |       |
| Југословени        | 1 (0,35%)    |       |       |
| остали и непознато | 1 (0,35%)    |       |       |
| Укупно             | 284          |       |       |